# Keukenmes

Verschillende keukenmessen. (van links naar rechts: hakmes, broodmes, uitbeenmes, koksmes, vleesmes, schilmes.)

Keukenmes verwijst naar meerdere soorten messen die gebruikt worden bij voedselbereiding. Het gebruik van keukenmessen kan variëren van algemeen gebruik (bijvoorbeeld koksmessen, slagersmessen en hakmessen) tot
gespecialiseerd gebruik (bijvoorbeeld tomatenmessen, dunschillers en oestermessen). Keukenmessen kunnen van verschillende materialen gemaakt zijn, waaronder koolstofstaal, roestvrij staal, keramiek of plastic.

## Enkele typen keukenmessen
- Botermes
- Broodmes
- Caidao
- Deba bocho
- Dunschiller
- Girolle
- Grapefruitmes
- Hakmes
- Hammes
- Kaasmes
- Kaasschaaf
- Koksmes
- Nakiri bocho
- Oestermes
- Officemes
- Pizzasnijder
- Santoku
- Sashimi bocho
  - Tako hiki
  - Yanagi ba
  - Fugu hiki
- Schilmes
- Slagersmes
- Tomatenmes
- Tournémes
- Uitbeenmes
- Usaba bocho
- Vleesmes
- Wiegemes